# Nekrolog 4. Quartal 1950
Nekrolog
◄◄
| ◄
| 1946
| 1947
| 1948
| 1949
| 1950 | 1951 | 1952 | 1953 | 1954 | ► | ►►
1. Quartal |
2. Quartal |
3. Quartal |
4. Quartal 1950
Weitere Ereignisse | Allgemeiner Nekrolog 1950
Die Beschreibung der verstorbenen Person sollte so kurz wie möglich gehalten sein und nur deren signifikante Tätigkeit(en) enthalten.
Neue Namen ggf. auch unter dem Geburts- und Sterbedatum, also etwa unter 1. Januar und im Geburts- und Sterbejahr (2024) eintragen (nur bei entsprechender großer Wichtigkeit). Für Beispiele siehe die schon vorhandenen Artikel.
Außerdem über die fünf zuletzt Verstorbenen, zu denen es einen ausreichend guten Artikel für eine Präsentation auf der Hauptseite gibt, nach der todesbedingten Überarbeitung der Artikel ggf. auch unter Wikipedia Diskussion:Hauptseite informieren und sie am besten auch in den anderen Wikipedia-Sprachversionen eintragen. Tipp: Regelmäßig bei news.google.de nach „ist tot“, „gestorben“ oder „verstorben“ suchen.
Wenn eine Person gestorben ist, gibt es viele Seiten zu dieser Person in der Wikipedia, die davon auch betroffen sind und entsprechend aktualisiert werden müssen. Beispiele: Namenübersichtsseite, Geburtsjahr, Geburtsort-Seiten und viele mehr.
Wie finde ich die betroffenen Seiten?
Im Suchfeld auf der linken Seite gibt man den Suchbegriff so ein: „Vorname Nachname“. Dann klickt man auf Volltext und alle Seiten mit entsprechendem Suchtext werden aufgerufen. Hier sieht man dann schnell, wo auch das Todesjahr Sinn macht oder sogar ein Teil des Artikels angepasst werden muss. Auch hilft das „Werkzeug“ auf der linken Seite sehr gut, um solche Seiten aufzufinden: „Links auf diese Seite“. Somit ist die Wikipedia wieder aktuell in allen Bereichen! Hinweis: bei Eintragung der Kategorie „Gestorben JAHR“ wird der Missbrauchsfilter 49 ausgelöst, was jedoch nicht schlimm ist. Siehe: Spezial:Missbrauchsfilter/49
Dies ist eine Liste von im vierten Quartal 1950 verstorbenen bekannten Persönlichkeiten. Die Einträge erfolgen innerhalb der einzelnen Daten alphabetisch sortiert. Tiere sind im Nekrolog für Tiere zu finden.

## Oktober
| Tag         | Name                                 | Beruf, bekannt als                                                                                                | Alter | Beleg |
| ----------- | ------------------------------------ | --- | ----- | ----- |
| 1. Oktober  | Alexei Alexandrowitsch Kusnezow      | sowjetischer Politiker und Generalleutnant                                                                        | 45    |       |
| 1. Oktober  | Fâik Âli Ozansoy                     | osmanischer Beamter und türkischer Dichter                                                                        | 74    |       |
| 1. Oktober  | Michail Iwanowitsch Rodionow         | sowjetischer Politiker, Ministerpräsident der RSFSR                                                               | 42    |       |
| 1. Oktober  | Fritz Schmidt                        | deutscher Betriebswirtschaftler und Nationalökonom                                                                | 67    |       |
| 1. Oktober  | Nikolai Alexejewitsch Wosnessenski   | sowjetischer Politiker                                                                                            | 46    |       |
| 2. Oktober  | Karl Bischoff                        | deutscher Ingenieur                                                                                               | 53    |       |
| 2. Oktober  | Max Ermers                           | österreichischer Kunsthistoriker und Publizist                                                                    | 69    |       |
| 2. Oktober  | John F. Fitzgerald                   | US-amerikanischer Politiker                                                                                       | 87    |       |
| 2. Oktober  | Hugo Linhard                         | deutscher Literatur- und SD-Funktionär                                                                            | 54    |       |
| 2. Oktober  | Theodor Malm                         | schwedischer Fußballspieler                                                                                       | 60    |       |
| 2. Oktober  | Franz Mannsbarth                     | österreichischer Luftfahrtpionier                                                                                 | 72    |       |
| 2. Oktober  | Herbert Alton Meyer                  | US-amerikanischer Politiker                                                                                       | 64    |       |
| 2. Oktober  | Leopold Schwarzschild                | deutscher Publizist und Soziologe                                                                                 | 58    |       |
| 2. Oktober  | Max Sell                             | deutscher SS-Führer und Arbeitseinsatzführer in Konzentrationslagern                                              | 57    |       |
| 2. Oktober  | Jean-Pierre Stock                    | französischer Ruderer                                                                                             | 50    |       |
| 3. Oktober  | Lucius Roth                          | deutscher römisch-katholischer Geistlicher, Ordensmann, Missionar und Märtyrer                                    | 60    |       |
| 3. Oktober  | Gregor Steger                        | deutscher römisch-katholischer Geistlicher, Ordensmann, Missionar und Märtyrer                                    | 49    |       |
| 4. Oktober  | William Budzinski                    | Berliner Kostümbildner und -sammler                                                                               | 75    |       |
| 4. Oktober  | Gregor Giegerich                     | deutscher römisch-katholischer Ordensmann, Missionar und Märtyrer                                                 | 37    |       |
| 4. Oktober  | Georg Gradl                          | deutscher Beamter und Politiker (NSDAP), MdR                                                                      | 66    |       |
| 4. Oktober  | Josef Grahamer                       | deutscher Missionsbenediktiner                                                                                    | 62    |       |
| 5. Oktober  | Robert Beale                         | englischer Fußballtorhüter                                                                                        | 66    |       |
| 5. Oktober  | Juan Botasso                         | argentinischer Fußballspieler                                                                                     | 41    |       |
| 5. Oktober  | George Desvallières                  | französischer Maler und Zeichner                                                                                  | 89    |       |
| 5. Oktober  | Christoph Flaskamp                   | deutscher Dichter und Sachbuchautor                                                                               | 70    |       |
| 5. Oktober  | Hermann Frey                         | deutscher Schlagertexter                                                                                          | 74    |       |
| 5. Oktober  | Ludwig Keller                        | deutscher Politiker (SPD), Mitglied der Stadtverordnetenversammlung von Groß-Berlin                               | 62    |       |
| 5. Oktober  | Jaromír Krejcar                      | tschechoslowakischer Architekt, Designer, Hochschulprofessor und Architekturtheoretiker                           | 55    |       |
| 5. Oktober  | Friedrich H. Lewy                    | deutsch-amerikanischer Neurologe, Psychiater und Neuropathologe                                                   | 65    |       |
| 5. Oktober  | Adolf von Ruith                      | deutscher Offizier, General der Infanterie der Reichswehr                                                         | 78    |       |
| 5. Oktober  | Hermann Schmidt                      | deutscher Dirigent, Heeresobermusikinspizient und Hochschullehrer                                                 | 65    |       |
| 5. Oktober  | Helen Taylor                         | US-amerikanische Komponistin, Pianistin und Musikpädagogin                                                        |       |       |
| 5. Oktober  | Heinrich Wenninger                   | österreichischer Politiker                                                                                        | 63    |       |
| 6. Oktober  | Osborn Bergin                        | irischer Sprachwissenschaftler und Keltologe                                                                      | 76    |       |
| 6. Oktober  | Arnold Heymann                       | österreichischer Architekt                                                                                        | 79    |       |
| 6. Oktober  | Albert Perrot                        | französischer Autorennfahrer                                                                                      | 56    |       |
| 6. Oktober  | Franz Schultz                        | Philologe und Professor für Neuere deutsche Literaturgeschichte                                                   | 72    |       |
| 6. Oktober  | Gertrud Weyrather-Engau              | deutsche Kunstgewerblerin und Malerin                                                                             | 74    |       |
| 6. Oktober  | David Wiman                          | schwedischer Turner                                                                                               | 66    |       |
| 6. Oktober  | Clifton A. Woodrum                   | US-amerikanischer Politiker                                                                                       | 63    |       |
| 7. Oktober  | Willis Carrier                       | US-amerikanischer Ingenieur und Erfinder                                                                          | 73    |       |
| 7. Oktober  | Piet Dickentman                      | niederländischer Radrennfahrer                                                                                    | 71    |       |
| 7. Oktober  | Johann Duerst                        | deutscher Agrarwissenschaftler und Zoologe                                                                        | 74    |       |
| 7. Oktober  | Louis Halphen                        | französischer Historiker                                                                                          | 70    |       |
| 7. Oktober  | Max Klante                           | deutscher Wettbetrüger                                                                                            | 67    |       |
| 7. Oktober  | Hans Koegler                         | deutsch-schweizerischer Kunsthistoriker                                                                           | 75    |       |
| 7. Oktober  | Erich Wendland                       | Berliner Kommunalpolitiker                                                                                        | 61    |       |
| 8. Oktober  | Carl Beines                          | deutscher Dirigent, Musikpädagoge und Komponist                                                                   | 80    |       |
| 8. Oktober  | Olga Misař                           | österreichische Schriftstellerin, Frauenrechtlerin und Friedensaktivistin                                         | 73    |       |
| 9. Oktober  | Frank G. Allen                       | US-amerikanischer Politiker                                                                                       | 76    |       |
| 9. Oktober  | Louis Brunner                        | deutscher Gewerkschafter und Politiker (SPD), MdR                                                                 | 85    |       |
| 9. Oktober  | Paul Gehlen                          | deutscher Schriftsteller                                                                                          | 59    |       |
| 9. Oktober  | George Hainsworth                    | kanadischer Eishockeyspieler                                                                                      | 55    |       |
| 9. Oktober  | Nicolai Hartmann                     | deutscher Vertreter der idealistischen Philosophie                                                                | 68    |       |
| 9. Oktober  | Ikeda Shigeaki                       | japanischer Banker und Politiker                                                                                  | 83    |       |
| 9. Oktober  | Hermann Schwarz                      | deutscher Fußballspieler                                                                                          | 36    |       |
| 9. Oktober  | Stanisław Szeptycki                  | polnischer General                                                                                                | 82    |       |
| 9. Oktober  | Dimitri Usnadse                      | georgischer Wissenschaftler                                                                                       | 63    |       |
| 10. Oktober | Edwin Tappan Adney                   | kanadischer Künstler, Schriftsteller, Ethnologe und Fotograf                                                      | 82    |       |
| 10. Oktober | Paul Elßenwenger                     | österreichischer Landschaftsmaler                                                                                 | 74    |       |
| 10. Oktober | Franz Heinkele                       | deutscher Kommunalpolitiker                                                                                       | 68    |       |
| 10. Oktober | Willy Schmieger                      | österreichischer Fußballspieler, Fußballfunktionär, Radioreporter, Sportjournalist und Verfasser von Sportbüchern | 63    |       |
| 10. Oktober | Josef Straßberger                    | deutscher Gewichtheber und Olympiasieger                                                                          | 56    |       |
| 11. Oktober | Kanut Graf des Enffans d’Avernas     | deutscher römisch-katholischer Geistlicher, Ordensmann, Missionar und Märtyrer                                    | 66    |       |
| 11. Oktober | Álvaro Figueroa Torres               | Ministerpräsident von Spanien                                                                                     | 87    |       |
| 11. Oktober | Ludwig Fischer                       | deutscher römisch-katholischer Ordensmann, Missionar und Märtyrer                                                 | 37    |       |
| 11. Oktober | Richard Langer                       | deutscher Bildhauer                                                                                               | 70    |       |
| 11. Oktober | Wallace O’Connor                     | US-amerikanischer Schwimmer und Wasserballspieler                                                                 | 47    |       |
| 11. Oktober | Friedrich Ranke                      | deutscher germanistischer Mediävist und Volkskundler                                                              | 68    |       |
| 11. Oktober | Thierry Sandre                       | französischer Schriftsteller                                                                                      | 59    |       |
| 11. Oktober | Edwin H. Sutherland                  | US-amerikanischer Soziologe und Kriminologe                                                                       | 67    |       |
| 11. Oktober | Emil Votoček                         | tschechischer Chemiker                                                                                            | 78    |       |
| 12. Oktober | Ulrich Altmann                       | deutscher evangelischer Theologe                                                                                  | 61    |       |
| 12. Oktober | Charles Gmelin                       | britischer Leichtathlet                                                                                           | 78    |       |
| 12. Oktober | Ernst Lawaczeck                      | deutscher Arzt, Bürgermeister (NSDAP) und NS-Parteifunktionär                                                     | 60    |       |
| 12. Oktober | Josef Pembaur                        | österreichischer Pianist und Komponist                                                                            | 75    |       |
| 12. Oktober | Hugh M. Rigney                       | US-amerikanischer Politiker                                                                                       | 77    |       |
| 12. Oktober | John K. Valentine                    | US-amerikanischer Politiker                                                                                       | 46    |       |
| 13. Oktober | Henryk Adamus                        | polnischer Komponist, Dirigent und Cellist                                                                        | 70    |       |
| 13. Oktober | William Hopkinson Cox                | US-amerikanischer Politiker                                                                                       | 93    |       |
| 13. Oktober | Ernest Haycox                        | US-amerikanischer Schriftsteller (Western)                                                                        | 51    |       |
| 13. Oktober | Konrad Herbst                        | deutscher Politiker                                                                                               | 70    |       |
| 14. Oktober | Barbara Ayrton-Gould                 | englisch-britische Suffragette, Politikerin und Mitglied des House of Commons (Labour)                            | 64    |       |
| 14. Oktober | António Maria da Silva               | portugiesischer Politiker                                                                                         | 78    |       |
| 14. Oktober | Rudolf Thommen                       | Schweizer Historiker                                                                                              | 90    |       |
| 14. Oktober | Wiktor Petrowitsch Wologdin          | russischer Schweiß-Pionier und Hochschullehrer                                                                    | 67    |       |
| 14. Oktober | Irene Yorck von Wartenburg           | deutsche Widerstandskämpferin                                                                                     | 37    |       |
| 15. Oktober | Cho Man-sik                          | nationalistischer koreanischer Politiker                                                                          | 67    |       |
| 15. Oktober | John Holloway                        | irischer Zehnkämpfer                                                                                              | 71    |       |
| 15. Oktober | Amalie Lauer                         | deutsche katholische Sozialpolitikerin (Zentrum), MdL                                                             | 68    |       |
| 15. Oktober | Misia Sert                           | Kunstförderin | 78    |       |
| 15. Oktober | Dimitri Taikon                       | schwedischer Märchen- und Geschichtenerzähler; Patriarch aller schwedischer Roma                                  |       |       |
| 16. Oktober | Fritz Wittels                        | austroamerikanischer Arzt, Psychoanalytiker und Schriftsteller                                                    | 69    |       |
| 17. Oktober | Alfred Bertelsen                     | dänischer Mediziner und Ornithologe                                                                               | 73    |       |
| 17. Oktober | Hewitt Bouanchaud                    | US-amerikanischer Politiker                                                                                       | 73    |       |
| 17. Oktober | Herbert Clyde Lewis                  | US-amerikanischer Drehbuchautor, Schriftsteller und Journalist                                                    | 41    |       |
| 17. Oktober | Fred Lyssa                           | deutscher Schauspieler, Regisseur und Filmproduktionsleiter                                                       | 67    |       |
| 17. Oktober | Burkhard Mangold                     | Schweizer Plakatgestalter, Maler, Grafiker und Glasmaler                                                          | 77    |       |
| 17. Oktober | Gordon Wiles                         | US-amerikanischer Artdirector, Szenenbildner und Filmregisseur                                                    | 46    |       |
| 18. Oktober | Per Bergman                          | schwedischer Segler                                                                                               | 64    |       |
| 18. Oktober | Paul Krause                          | deutscher Politiker (Zentrum), MdB                                                                                | 44    |       |
| 18. Oktober | Eugen Neufeld                        | österreichischer Schauspieler                                                                                     | 67    |       |
| 18. Oktober | Eberhard Reininghaus                 | österreichischer Versicherungsmanager                                                                             | 60    |       |
| 19. Oktober | Wolfgang E. Groeger                  | deutscher Übersetzer und Herausgeber russischer Literatur                                                         | 68    |       |
| 19. Oktober | Edna St. Vincent Millay              | amerikanische Lyrikerin und Dramatikerin                                                                          | 58    |       |
| 19. Oktober | Adolf Rentschler                     | deutscher Pfarrer und Genealoge                                                                                   | 80    |       |
| 19. Oktober | Georg Rusche                         | deutscher Soziologe                                                                                               | 49    |       |
| 20. Oktober | Bernd Aldor                          | deutscher Schauspieler                                                                                            | 69    |       |
| 20. Oktober | Hedwig Buschmann                     | deutsche Konzertpianistin, Bildhauerin und Entwerferin von Reformkleidung                                         | 77    |       |
| 20. Oktober | Emanuel von Galen                    | deutscher Gutsbesitzer und Politiker (NSDAP, DP), MdL                                                             | 73    |       |
| 20. Oktober | Edward Joseph Kelly                  | US-amerikanischer Politiker, Bürgermeister von Chicago (1933–1947)                                                | 74    |       |
| 20. Oktober | Nikolaus Madl                        | deutscher Kommunalpolitiker, Landrat des Landkreises Wolfstein                                                    |       |       |
| 20. Oktober | Lucien Martin                        | kanadischer Violinist und Dirigent                                                                                | 42    |       |
| 20. Oktober | Henry L. Stimson                     | US-amerikanischer Politiker                                                                                       | 83    |       |
| 20. Oktober | Inge van der Straaten                | deutsche Schauspielerin                                                                                           | 52    |       |
| 20. Oktober | Samuel Sugden                        | britischer Chemiker                                                                                               | 58    |       |
| 20. Oktober | Liberato Tosti                       | italienischer Geistlicher, römisch-katholischer Erzbischof und Diplomat des Heiligen Stuhls                       | 67    |       |
| 20. Oktober | Lorenz Zahneisen                     | deutscher Politiker (NSDAP), MdR, Oberbürgermeister von Bamberg                                                   | 53    |       |
| 21. Oktober | Bernhard Grund                       | deutscher Jurist, Industrieller und Politiker (DDP), MdL                                                          | 77    |       |
| 21. Oktober | Robert Fricke                        | deutscher Chemiker                                                                                                | 55    |       |
| 21. Oktober | Paul Koller                          | österreichischer Politiker (SDAP), Mitglied des Bundesrates                                                       | 61    |       |
| 21. Oktober | Georg Tauber                         | deutscher Werbezeichner                                                                                           | 49    |       |
| 21. Oktober | Ernst Wittern                        | Lübecker Rechtsanwalt und Abgeordneter                                                                            | 83    |       |
| 22. Oktober | Maria Herz                           | deutsch-jüdische Komponistin und Pianistin                                                                        | 72    |       |
| 22. Oktober | Paul S. L. Johnson                   | US-amerikanischer Prediger und Gründer der Laien-Heim-Missionsbewegung                                            | 77    |       |
| 23. Oktober | Nat Bonx                             | US-amerikanischer Liedtexter und Songwriter                                                                       | 50    |       |
| 23. Oktober | Charles Harwood                      | US-amerikanischer Jurist und Politiker                                                                            |       |       |
| 23. Oktober | Al Jolson                            | amerikanischer Sänger und Entertainer                                                                             | 64    |       |
| 23. Oktober | Otto Schumann                        | deutscher Philologe und Pädagoge                                                                                  | 62    |       |
| 23. Oktober | Adalbert Wolf                        | österreichischer Politiker (GDVP), Landtagsabgeordneter im Burgenland                                             | 71    |       |
| 24. Oktober | Marcella Boveri                      | deutsch-US-amerikanische Biologin                                                                                 | 87    |       |
| 24. Oktober | Albrecht Leistner                    | deutscher Bildhauer                                                                                               | 62    |       |
| 24. Oktober | Maria Tuci                           | albanisches Opfer der Religionsverfolgung und römisch-katholische Märtyrerin                                      | 22    |       |
| 25. Oktober | Alberto Barton                       | peruanischer Mediziner                                                                                            | 80    |       |
| 25. Oktober | Georg Dettmar                        | deutscher Elektroingenieur und Hochschullehrer                                                                    | 79    |       |
| 25. Oktober | Fritz Heise                          | deutscher Bergbauingenieur                                                                                        | 84    |       |
| 25. Oktober | Rudolf Kühn                          | deutscher Architekt und Baubeamter                                                                                | 64    |       |
| 25. Oktober | Laust Moltesen                       | dänischer Historiker und Außenminister                                                                            | 84    |       |
| 26. Oktober | Miguel Mariano Gómez                 | kubanischer Präsident                                                                                             | 60    |       |
| 26. Oktober | Jakob Husch                          | deutscher Politiker (Zentrum, CDU), MdL                                                                           | 75    |       |
| 26. Oktober | Martin Näbauer                       | deutscher Geodät und Hochschullehrer an der TH München                                                            | 71    |       |
| 26. Oktober | Cläre Neuhaus                        | deutsche Malerin                                                                                                  | 72    |       |
| 26. Oktober | Max Schmidt                          | deutscher Ethnologe und Südamerikaforscher                                                                        | 75    |       |
| 27. Oktober | Paul Brühl                           | deutscher Politiker (USPD), MdR                                                                                   | 74    |       |
| 27. Oktober | Ernst Falkner                        | deutscher Politiker (CSU, BP), MdB                                                                                | 41    |       |
| 27. Oktober | Ren Bishi                            | chinesischer Politiker, Marxist und Revolutionär                                                                  | 46    |       |
| 27. Oktober | Wilhelm Schulze-Rose                 | deutscher Maler                                                                                                   | 78    |       |
| 27. Oktober | Hans Schwathe                        | österreichischer Bildhauer                                                                                        | 80    |       |
| 27. Oktober | Carly Seyfarth                       | deutscher Mediziner                                                                                               | 60    |       |
| 28. Oktober | Maurice Costello                     | US-amerikanischer Schauspieler und Regisseur                                                                      | 73    |       |
| 28. Oktober | Johann Paul Inama von Sternegg       | österreichischer Verwaltungsjurist                                                                                | 73    |       |
| 28. Oktober | Alexander Alexejewitsch Wosnessenski | russischer Ökonom und Hochschullehrer                                                                             | 52    |       |
| 28. Oktober | Joseph Wright                        | kanadischer Ruderer                                                                                               | 86    |       |
| 29. Oktober | Artur Biedl                          | österreichischer Klassischer Philologe                                                                            | 45    |       |
| 29. Oktober | Carl Ebbinghaus                      | deutscher Bildhauer und Medailleur                                                                                | 78    |       |
| 29. Oktober | Gustav V.                            | König von Schweden (1907–1950)                                                                                    | 92    |       |
| 29. Oktober | Adolf Zogbaum                        | deutscher Maler                                                                                                   | 67    |       |
| 30. Oktober | Santiago Devin                       | argentinischer Tangosänger                                                                                        | 41    |       |
| 30. Oktober | Reinhold Fritz                       | deutscher Opernsänger des Stimmfaches Bassbariton                                                                 | 66    |       |
| 30. Oktober | Rudolf Goldschmidt                   | deutscher Elektroingenieur, Erfinder und Hochschullehrer                                                          | 74    |       |
| 30. Oktober | Martin A. Peacock                    | kanadischer Mineraloge                                                                                            | 52    |       |
| 30. Oktober | Boris Markowitsch Werlinski          | sowjetischer Schachmeister und der erste Großmeister der UdSSR                                                    | 62    |       |
| 31. Oktober | Alfredo Bufano                       | argentinischer Schriftsteller                                                                                     | 55    |       |
| 31. Oktober | Sami al-Hinnawi                      | Staatsstreich-Anführer und Kopf der Militärjunta                                                                  |       |       |
| 31. Oktober | Hermann Pauly                        | deutscher Chemiker und Hochschullehrer                                                                            | 80    |       |
|             | Peter Novopaschenny                  | russisch-deutscher Kryptoanalytiker                                                                               | 69    |       |

## November
| Tag          | Name                                    | Beruf, bekannt als                                                                                           | Alter      | Beleg |
| ------------ | --------------------------------------- | --- | ---------- | ----- |
| 1. November  | Ernst von Hülsen                        | deutscher Politiker                                                                                          | 74         |       |
| 1. November  | Louis Magnus                            | französischer Eiskunstläufer und Eishockeyfunktionär                                                         | 69         |       |
| 1. November  | John McDuffie                           | US-amerikanischer Jurist und Politiker                                                                       | 67         |       |
| 1. November  | Heinrich Tessenow                       | deutscher Architekt und Hochschullehrer                                                                      | 74         |       |
| 2. November  | Theodor Breher                          | deutscher Benediktinerabt und Missionsbischof                                                                | 61         |       |
| 2. November  | Joseph Henfling                         | deutscher Landschafts- und Porträtmaler und Ordensbruder in der Benediktinerabtei Ettal                      | 73         |       |
| 2. November  | Abraham Koubi                           | französischer Turner                                                                                         | 76         |       |
| 2. November  | Esy Morales                             | puerto-ricanischer Musiker (Flöte, Orchesterleitung)                                                         | 33         |       |
| 2. November  | Ludwig Nägele                           | württembergischer Oberamtmann und Landrat                                                                    | 80         |       |
| 2. November  | Kurt Schmitt                            | deutscher Wirtschaftsführer und Reichswirtschaftsminister                                                    | 64         |       |
| 2. November  | Otto Schmitz-Hübsch                     | deutscher Obstbaupionier und Züchter                                                                         | 82         |       |
| 2. November  | George Bernard Shaw                     | irischer Schriftsteller                                                                                      | 94         |       |
| 2. November  | Piet van Wijngaarden                    | niederländischer Motorradrennfahrer                                                                          | 51         |       |
| 3. November  | Hans Brasch                             | deutscher Betriebswissenschaftler, Ingenieur und Dichter                                                     | 58         |       |
| 3. November  | Koiso Kuniaki                           | 28. Premierminister von Japan                                                                                | 70         |       |
| 3. November  | Hubert Lanzinger                        | österreichischer Maler                                                                                       | 70         |       |
| 3. November  | Otto Piringer                           | rumäniendeutscher Pfarrer und Schriftsteller                                                                 | 76         |       |
| 3. November  | Herman Schmalenbach                     | deutscher Philosoph                                                                                          | 64         |       |
| 3. November  | Margarete Thiemann                      | deutsche Malerin                                                                                             | 41         |       |
| 4. November  | Pete Alexander                          | US-amerikanischer Baseballspieler                                                                            | 63         |       |
| 4. November  | Friedrich Beyerlein                     | deutscher Kriminalsekretär                                                                                   | 51         |       |
| 4. November  | Louis Böcker                            | deutscher Politiker (SPD), MdL                                                                               | 57         |       |
| 4. November  | Theodor Duesterberg                     | Spitzenfunktionär in der Weimarer Republik; Vorsitzender des Stahlhelmbundes                                 | 75         |       |
| 4. November  | Eliseo Grenet                           | kubanischer Pianist und Komponist                                                                            | 57         |       |
| 4. November  | Friedrich Heinicke                      | deutscher Wehrmachtsoffizier und Kommandant im Wehrmachtsgefängnis Torgau                                    | 58         |       |
| 4. November  | Ernst Heinicker                         | deutscher SA-Führer und Lagerkommandant                                                                      | 43         |       |
| 4. November  | Karl Kämpf                              | deutscher Komponist                                                                                          | 76         |       |
| 4. November  | Ernst Kendzia                           | deutscher Verwaltungsbeamter                                                                                 | 56         |       |
| 4. November  | Rudolf Niejahr                          | deutscher Richter und Waldheim-Verurteilter                                                                  | 61         |       |
| 4. November  | Hellmut Peitsch                         | deutscher Politiker (NSDAP), MdR                                                                             | 43         |       |
| 4. November  | Heinz Rosenmüller                       | deutscher Staatsanwalt                                                                                       | 47         |       |
| 4. November  | Johann Wana                             | österreichischer Fußballspieler                                                                              | 41         |       |
| 4. November  | Gerhard Wischer                         | deutscher Psychiater und Euthanasietäter                                                                     | 47         |       |
| 5. November  | Georg Fayer                             | österreichischer Fotograf ungarischer Herkunft                                                               |            |       |
| 5. November  | Johann Georg Fehn                       | deutscher Pfarrer und Politiker (DDP), MdL                                                                   | 70         |       |
| 5. November  | Eemil Halonen                           | finnischer Bildhauer                                                                                         | 75         |       |
| 5. November  | Jacobus Johannes Ewoud Hondius          | niederländischer Epigraphiker und Althistoriker                                                              | 53         |       |
| 5. November  | Jakob Knauber                           | deutscher römisch-katholischer Geistlicher, Prälat und Heimatschriftsteller                                  | 81         |       |
| 5. November  | Blanche Oelrichs                        | US-amerikanische Dichterin, Drehbuchautorin und Theaterschauspielerin                                        | 60         |       |
| 6. November  | Karl Gronau                             | deutscher Philosoph                                                                                          | 61         |       |
| 6. November  | Fritz Hellwag                           | deutscher Kunsthistoriker, -schriftsteller und Redakteur                                                     | 78         |       |
| 6. November  | Thomas Royden, 1. Baron Royden          | englischer Geschäftsmann und Politiker (Conservative Party)                                                  | 79         |       |
| 6. November  | Oscar Tschirky                          | Maître d’hotel im Waldorf-Astoria, New York                                                                  | 84         |       |
| 7. November  | Wilhelm Finke                           | deutscher Physiker und Astronom                                                                              | 66         |       |
| 7. November  | Josef Hassid                            | polnischer Violinist                                                                                         | 26         |       |
| 8. November  | Jaume Grau Casas                        | katalanischer Schriftsteller und Übersetzer                                                                  | 53         |       |
| 8. November  | Karl Kobes                              | österreichischer Maschinenbauer und Hochschullehrer                                                          | 81         |       |
| 8. November  | Frederik Poulsen                        | dänischer Klassischer Archäologe                                                                             | 74         |       |
| 8. November  | Edwin M. Schaefer                       | US-amerikanischer Politiker                                                                                  | 63         |       |
| 8. November  | Max Simon                               | deutscher Lehrer und Politiker (SPD), MdL                                                                    | 66         |       |
| 8. November  | Carl Zimmer                             | deutscher Zoologe                                                                                            | 77         |       |
| 9. November  | Wilhelm Bertelsmann                     | deutscher Techniker, Chemiker                                                                                | 77         |       |
| 9. November  | Charles Grant                           | britischer General                                                                                           | 73         |       |
| 9. November  | Fritz Nestler                           | deutscher Unternehmer und Politiker (DVP), MdL                                                               | 74         |       |
| 9. November  | Emil Risch                              | liechtensteinischer Landtagsabgeordneter                                                                     | 83         |       |
| 9. November  | Franz Schenk von Stauffenberg           | deutscher Gutsbesitzer, Unternehmer und Politiker (DNVP, WBWB, NSDAP), MdR                                   | 72         |       |
| 9. November  | Hermann Wraschtil                       | österreichischer Leichtathlet und ÖLV-Präsident                                                              | 71         |       |
| 10. November | Werner Gladow                           | deutscher Bandenchef                                                                                         | 19         |       |
| 10. November | Jacques Inaudi                          | italienischer Kopfrechenkünstler                                                                             | 83         |       |
| 10. November | Hanns Kräly                             | deutscher Schauspieler und Drehbuchautor                                                                     | 66         |       |
| 11. November | Valy Arnheim                            | deutscher Schauspieler                                                                                       | 67         |       |
| 11. November | Pierre-Jules Boulanger                  | französischer Manager                                                                                        | 65         |       |
| 11. November | Alexandros Diomidis                     | griechischer Politiker                                                                                       |            |       |
| 11. November | Friedrich Kurt Fiedler                  | deutscher Grafiker                                                                                           | 56         |       |
| 11. November | José de Jesús López y González          | Bischof von Aguascalientes                                                                                   | 78         |       |
| 11. November | Gottfried Lattermann                    | erzgebirgischer Mundartdichter                                                                               | 71         |       |
| 11. November | Les McKeand                             | australischer Dreispringer und Speerwerfer                                                                   | 26         |       |
| 11. November | Josef Reithofer                         | österreichisch-deutscher Schauspieler                                                                        | 67         |       |
| 11. November | Hans Wellbrock                          | deutscher Politiker (SPD), MdBB                                                                              | 39         |       |
| 11. November | Fritz Wester                            | deutscher Mediziner und Politiker (Zentrum), MdL                                                             | 70         |       |
| 12. November | Lesley Ashburner                        | US-amerikanischer Hürdenläufer                                                                               | 67         |       |
| 12. November | Hryhorij Lakota                         | ukrainischer Bischof, Märtyrer, Seliger                                                                      | 67         |       |
| 12. November | Alexander Scharff                       | deutscher Ägyptologe                                                                                         | 58         |       |
| 12. November | Thomas D. Thacher                       | US-amerikanischer Jurist, Richter und United States Solicitor General                                        | 69         |       |
| 13. November | Otto Brass                              | deutscher Politiker (KPD, SPD, USPD), MdR                                                                    | 74         |       |
| 13. November | Emil Büge                               | deutscher Autor                                                                                              | 60         |       |
| 13. November | Carlos Delgado Chalbaud                 | venezolanischer Politiker, Präsident von Venezuela                                                           | 41         |       |
| 13. November | Jacques Moujica                         | spanisch-französischer Radsportler                                                                           | 24         |       |
| 13. November | Jean Rey                                | französischer Radsportler                                                                                    | 25         |       |
| 13. November | Paul Stewart                            | US-amerikanischer Politiker                                                                                  | 58         |       |
| 14. November | Orhan Veli Kanık                        | türkischer Dichter und Erneuerer der türkischen Poesie                                                       | 36         |       |
| 14. November | Mieze Mardner-Klaas                     | deutsche Malerin                                                                                             | 66         |       |
| 14. November | Oskar Schwerk                           | deutscher Offizier, zuletzt SS-Obergruppenführer                                                             | 81         |       |
| 15. November | Kurt Geier                              | deutscher Jurist, Verwaltungsbeamter und Politiker (NLP, DNVP, DVP)                                          | 71         |       |
| 15. November | Paul Häfliger                           | schweizerisch-deutscher Unternehmer, Vorstandsmitglied der IG Farben und verurteilter Kriegsverbrecher       | 63         |       |
| 15. November | August Josef Hagemann                   | deutscher Arbeiter- und Gewerkschaftssekretär sowie Politiker (Zentrum), MdR                                 | 75         |       |
| 15. November | Gregor Sorger                           | deutscher Benediktiner und Missionsmönch                                                                     | 43         |       |
| 15. November | Arthur Stein                            | österreichisch-tschechoslowakischer Althistoriker und Holocaustüberlebender                                  | 79         |       |
| 16. November | Dimitrij von Prokofieff                 | russisch-deutscher Maler                                                                                     | 71         |       |
| 16. November | Freddy Schweitzer                       | deutscher Jazzmusiker und Komiker                                                                            | 43         |       |
| 16. November | Robert Holbrook Smith                   | US-amerikanischer Arzt und einer der beiden Gründer der Selbsthilfebewegung der Anonymen Alkoholiker         | 71         |       |
| 16. November | Minna Todenhagen                        | deutsche Sozialpolitikerin                                                                                   | 70         |       |
| 17. November | Karl Ebert                              | deutscher Politiker (BCSV, CDU)                                                                              | 50         |       |
| 17. November | Vilhelm Lange                           | dänischer Turner                                                                                             | 56         |       |
| 18. November | Gerardus van der Leeuw                  | niederländischer Religionswissenschaftler                                                                    | 60         |       |
| 18. November | Gerhard Marquordt                       | deutscher Jurist, Verwaltungsbeamter und Politiker (DVP)                                                     | 69         |       |
| 18. November | Hermann Neef                            | deutscher Politiker (NSDAP), MdR, Reichsbeamtenführer                                                        | 46         |       |
| 19. November | Gregor Eisvogel                         | deutscher Ordensgeistlicher und Abt des Stiftes Engelszell (1931–1950)                                       | 77         |       |
| 19. November | Albin Longren                           | US-amerikanischer Geschäftsmann und Flugzeugkonstrukteur                                                     | 68         |       |
| 19. November | Alexander Pock                          | österreichischer Genremaler                                                                                  | 79         |       |
| 20. November | Georg Bufler                            | deutscher Baumeister und Bauunternehmer                                                                      | 72         |       |
| 20. November | Francesco Cilea                         | italienischer Komponist und Musiklehrer                                                                      | 84         |       |
| 20. November | Georg von Richthofen                    | preußischer Landrat im Kreis Nimptsch                                                                        | 70         |       |
| 21. November | Otto Fretzdorff                         | Konsistorialpräsident der Kirchenprovinz Sachsen in Magdeburg                                                | 68         |       |
| 21. November | Karl Hohenberg                          | österreichischer Politiker (SdP), Abgeordneter zum Nationalrat                                               | 88         |       |
| 21. November | Erich Klabunde                          | deutscher Politiker (SPD), MdHB, MdB                                                                         | 43         |       |
| 21. November | Xaver Knaup                             | deutscher Politiker (NSDAP), MdL, MdR                                                                        | 57         |       |
| 21. November | Johannes Schirmer                       | deutscher Politiker (SPD), MdR                                                                               | 73         |       |
| 22. November | Rollo Beck                              | US-amerikanischer Tiersammler und Ornithologe                                                                | 80         |       |
| 22. November | Rudolf Chrysander                       | deutscher Mediziner                                                                                          | 85         |       |
| 22. November | Martin Ficker                           | deutscher Hygieniker und Bakteriologe                                                                        | 82         |       |
| 22. November | Jorge González Bastías                  | chilenischer Lyriker                                                                                         | 71         |       |
| 22. November | Leroy T. Marshall                       | US-amerikanischer Politiker                                                                                  | 67         |       |
| 22. November | William J. Miller                       | US-amerikanischer Politiker                                                                                  | 51         |       |
| 22. November | Johann Baptist Westermayr               | deutscher Priester, katholischer Theologe (Religionspädagoge), Pädagoge und Hochschullehrer                  | 66         |       |
| 23. November | Kaspar Deutschenbaur                    | deutscher Politiker                                                                                          | 86         |       |
| 23. November | Hermann Haller                          | Schweizer Bildhauer                                                                                          | 69         |       |
| 23. November | Schmuel Persow                          | sowjetischer jiddisch schreibender Schriftsteller, Mitglied des Jüdischen Antifaschistischen Komitees (JAFK) |            |       |
| 24. November | Albert Boas                             | deutscher Richter am Kammergericht                                                                           | 72         |       |
| 24. November | Hubert Ginzel                           | österreichischer Offizier und Kartograf                                                                      | 76         |       |
| 24. November | Henryk Grossmann                        | deutsch-polnischer Ökonom, Statistiker und Historiker                                                        | 69         |       |
| 25. November | Rudolph Boysen                          | US-amerikanischer Pflanzenzüchter                                                                            | 55         |       |
| 25. November | William B. Charles                      | US-amerikanischer Politiker                                                                                  | 89         |       |
| 25. November | Johannes Vilhelm Jensen                 | dänischer Schriftsteller und Nobelpreisträger                                                                | 77         |       |
| 25. November | Mao Anying                              | ältester Sohn von Mao Zedong                                                                                 |            |       |
| 25. November | Rudolf Matthias Pichler                 | österreichischer Techniker, Maler und Denkmalpfleger                                                         | 76         |       |
| 25. November | Hans Piffrader                          | österreichisch-italienischer Bildhauer                                                                       | 62         |       |
| 25. November | Christian Riecken                       | deutscher Ingenieur und Automobilrennfahrer                                                                  | 69 oder 70 |       |
| 26. November | Hedwig Courths-Mahler                   | deutsche Schriftstellerin                                                                                    | 83         |       |
| 26. November | Karl Bonaventura Finck von Finckenstein | deutscher Verwaltungsbeamter und Rittergutsbesitzer                                                          | 78         |       |
| 26. November | Richard Nutzinger sen.                  | deutscher Pfarrer, Kirchenpolitiker, Heimatschriftsteller und Unternehmenshistoriker                         | 83         |       |
| 26. November | Hubert Stevens                          | US-amerikanischer Bobfahrer                                                                                  | 60         |       |
| 26. November | Willem Willeke                          | niederländisch-amerikanischer Cellist, Pianist und Musikpädagoge                                             | 72         |       |
| 27. November | Theodor von Baudissin                   | deutscher Verwaltungsjurist                                                                                  | 76         |       |
| 27. November | James Braid                             | schottischer Golfspieler                                                                                     | 80         |       |
| 28. November | Curt Benckert                           | schwedischer Tennisspieler                                                                                   | 63         |       |
| 28. November | James Corbitt                           | englischer Mörder                                                                                            |            |       |
| 28. November | Edmund von Hellmer                      | österreichischer Richter, Musikschriftsteller und Journalist                                                 | 77         |       |
| 28. November | Louis Ludlow                            | US-amerikanischer Politiker                                                                                  | 77         |       |
| 29. November | Hans Baumgartner                        | österreichischer Offizier                                                                                    | 77         |       |
| 29. November | Walter Beech                            | US-amerikanischer Pilot, Flugzeugkonstrukteur und Unternehmer                                                | 59         |       |
| 29. November | Helge Ekroth                            | schwedischer Fußballspieler                                                                                  | 58         |       |
| 29. November | Engelbert Krebs                         | deutscher katholischer Dogmatiker                                                                            | 69         |       |
| 29. November | Ma Zhanshan                             | chinesischer Offizier, zuletzt General                                                                       |            |       |
| 29. November | Lambert Piedboeuf                       | deutscher Bildhauer                                                                                          | 87         |       |
| 29. November | Émile Torcheboeuf                       | französischer Leichtathlet                                                                                   | 74         |       |
| 29. November | Friedrich Zelnik                        | deutsch-britischer Regisseur, Schauspieler und Produzent                                                     | 65         |       |
| 30. November | Pierre Brunet                           | französischer Wissenschaftshistoriker                                                                        |            |       |
| 30. November | Werner Haase                            | deutscher Chirurg, Begleitarzt Hitlers                                                                       | 50         |       |
| 30. November | Gerhard Krause                          | deutscher evangelischer Theologe und Widerstandskämpfer gegen den Nationalsozialismus                        | 63         |       |
| 30. November | Karl Meyer                              | Schweizer Historiker                                                                                         | 65         |       |
| 30. November | Erich Ziegel                            | deutscher Schauspieler, Regisseur, Intendant und Bühnenautor                                                 | 74         |       |
| 30. November | Francesco Zingales                      | italienischer General                                                                                        | 66         |       |
|              | Josef Leppelt                           | österreichischer Gewichtheber                                                                                | 50         |       |

## Dezember
| Tag          | Name                                             | Beruf, bekannt als                                                                                                   | Alter | Beleg |
| ------------ | ------------------------------------------------ | --- | ----- | ----- |
| 1. Dezember  | Charles Engelhard                                | US-amerikanischer Industrieller                                                                                      | 83    |       |
| 1. Dezember  | Liddy Hegewald                                   | deutsche Filmproduzentin                                                                                             | 66    |       |
| 1. Dezember  | Ernest John Moeran                               | englischer Komponist                                                                                                 | 55    |       |
| 1. Dezember  | Federico Montes Alanís                           | mexikanischer Botschafter                                                                                            | 66    |       |
| 2. Dezember  | August Bach                                      | Schweizer Pädagoge                                                                                                   | 81    |       |
| 2. Dezember  | Adolfo Betti                                     | italienischer Geiger und Musikpädagoge                                                                               | 75    |       |
| 2. Dezember  | Dinu Lipatti                                     | rumänischer Pianist und Komponist                                                                                    | 33    |       |
| 2. Dezember  | Theodore von Rommel                              | deutsche Schriftstellerin                                                                                            | 80    |       |
| 2. Dezember  | Josef Schilowetz                                 | österreichischer Politiker (SPÖ), Landtagsabgeordneter im Burgenland                                                 | 50    |       |
| 2. Dezember  | Richard Semmel                                   | deutscher Unternehmer und Kunstsammler                                                                               | 75    |       |
| 2. Dezember  | Hermann Zenck                                    | deutscher Musikwissenschaftler                                                                                       | 52    |       |
| 3. Dezember  | Pawel Petrowitsch Baschow                        | sowjetischer Schriftsteller                                                                                          | 71    |       |
| 3. Dezember  | Albert Hellwig                                   | deutscher Jurist, Kriminalist und Publizist                                                                          | 70    |       |
| 3. Dezember  | Konrad Maß                                       | deutscher Kommunalpolitiker, Schriftsteller und Sachbuchautor                                                        | 83    |       |
| 3. Dezember  | Kurt Seifert                                     | deutscher Schauspieler, Sänger und Bühnenregisseur                                                                   | 47    |       |
| 3. Dezember  | Jakob Louis Snoek                                | niederländischer Physiker                                                                                            | 48    |       |
| 3. Dezember  | Franz Walter                                     | deutscher katholischer Theologe                                                                                      | 80    |       |
| 4. Dezember  | A'Bing                                           | chinesischer Komponist und Erhu-Spieler                                                                              | 57    |       |
| 4. Dezember  | Johann Baptist Höcht                             | deutscher Geistlicher, Weihbischof in Regensburg                                                                     | 80    |       |
| 4. Dezember  | Adolf Trieb                                      | deutscher Lehrer mit Engagement für die rheinhessische Geschichte und das deutsche Liedgut                           | 76    |       |
| 5. Dezember  | Aurobindo Ghose                                  | indischer Politiker, Philosoph, Yoga-Meister und Guru                                                                | 78    |       |
| 5. Dezember  | Franz Martin                                     | Salzburger Landeshistoriker                                                                                          | 68    |       |
| 5. Dezember  | Albrecht Schaeffer                               | deutscher Schriftsteller                                                                                             | 64    |       |
| 5. Dezember  | Ernst Smigelski                                  | deutscher Musikwissenschaftler, Komponist, Musikkritiker, Kapellmeister, Schriftsteller, Ordenspriester und Theologe | 69    |       |
| 6. Dezember  | Hans Eiden                                       | deutscher Politiker (KPD), MdL und Widerstandskämpfer                                                                | 49    |       |
| 6. Dezember  | Pietro Lana                                      | italienischer Fußballspieler                                                                                         | 62    |       |
| 6. Dezember  | Vavro Šrobár                                     | österreichisch-ungarischer Arzt, Aufklärer und tschechoslowakischer Politiker                                        | 83    |       |
| 6. Dezember  | Franz Ulbrich                                    | deutscher Regisseur und Intendant                                                                                    | 65    |       |
| 7. Dezember  | Adolf Böhm                                       | deutscher Radrennfahrer                                                                                              | 79    |       |
| 7. Dezember  | Philipp Fries                                    | deutscher Politiker (SPD, USPD, KPD), MdR, MdL                                                                       | 68    |       |
| 7. Dezember  | Edward Joseph Gardner                            | US-amerikanischer Politiker                                                                                          | 52    |       |
| 7. Dezember  | Schlomo Kaplansky                                | Sozialist und Zionist                                                                                                | 66    |       |
| 7. Dezember  | Sebastiano Arturo Luciani                        | italienischer Komponist, Musikwissenschaftler und Filmkritiker                                                       | 66    |       |
| 7. Dezember  | Leonard C. Sanford                               | US-amerikanischer Ornithologe und Chirurg                                                                            | 82    |       |
| 7. Dezember  | Chester Stock                                    | US-amerikanischer Paläontologe                                                                                       | 58    |       |
| 7. Dezember  | Wojciech Weiss                                   | polnischer Maler, Zeichner und Hochschullehrer                                                                       | 75    |       |
| 8. Dezember  | Joachim Friedrich von Alt-Stutterheim            | deutscher Staatsbeamter                                                                                              | 60    |       |
| 8. Dezember  | Robert Arzet                                     | deutscher Kaufmann, Archivar und Schriftleiter                                                                       | 61    |       |
| 8. Dezember  | Georg Gail                                       | deutscher Zigarrenfabrikant                                                                                          | 66    |       |
| 8. Dezember  | Heinrich Sommerfeld                              | deutscher Wirtschaftswissenschaftler                                                                                 | 66    |       |
| 9. Dezember  | Maksymilian Tytus Huber                          | polnischer Bauingenieur                                                                                              | 78    |       |
| 9. Dezember  | Max Mayrshofer                                   | deutscher Maler und Grafiker                                                                                         | 75    |       |
| 9. Dezember  | Oscar Osthoff                                    | US-amerikanischer Gewichtheber                                                                                       | 67    |       |
| 9. Dezember  | Joseph Ostwald                                   | deutscher Architekt                                                                                                  | 71    |       |
| 9. Dezember  | Franz Traxler                                    | österreichischer Politiker (CSP), Abgeordneter zum Nationalrat                                                       | 74    |       |
| 10. Dezember | Simon Ljudwigowitsch Frank                       | russischer Philosoph                                                                                                 | 73    |       |
| 10. Dezember | Georg Hann                                       | österreichischer Opernsänger (Bass)                                                                                  | 53    |       |
| 10. Dezember | Kim Kyu-sik                                      | koreanischer Politiker und Unabhängigkeitsaktivist                                                                   | 69    |       |
| 10. Dezember | Günther Oberste-Berghaus                         | deutscher Architekt                                                                                                  | 55    |       |
| 10. Dezember | Oliver Stanley                                   | britischer Politiker, Unterhausabgeordneter                                                                          | 54    |       |
| 10. Dezember | Oskar Trautmann                                  | deutscher Diplomat                                                                                                   | 73    |       |
| 11. Dezember | Annibale Betrone                                 | italienischer Schauspieler                                                                                           | 67    |       |
| 11. Dezember | Anna Branting                                    | schwedische Schriftstellerin und Journalistin                                                                        | 95    |       |
| 11. Dezember | Leslie John Comrie                               | neuseeländischer Astronom und Pionier auf dem Feld der Rechenmaschinen                                               | 57    |       |
| 11. Dezember | Felix Heynig                                     | deutscher Maler, Zeichner und Exlibriskünstler                                                                       | 62    |       |
| 11. Dezember | Ernst II. zu Hohenlohe-Langenburg                | Regent des Herzogtums Sachsen-Coburg-Gotha, MdR                                                                      | 87    |       |
| 11. Dezember | Rudolf Karsch                                    | deutscher Radrennfahrer                                                                                              | 36    |       |
| 11. Dezember | Nagaoka Hantarō                                  | japanischer Physiker                                                                                                 | 85    |       |
| 11. Dezember | Joseph Raphael                                   | US-amerikanischer Maler und Radierer                                                                                 | 81    |       |
| 11. Dezember | Dewey Robinson                                   | US-amerikanischer Schauspieler                                                                                       | 52    |       |
| 12. Dezember | Peter Fraser                                     | neuseeländischer Politiker                                                                                           | 66    |       |
| 12. Dezember | Hilarius Hoiß                                    | deutscher römisch-katholischer Ordensmann, Missionar und Märtyrer                                                    | 62    |       |
| 12. Dezember | Robert Krups                                     | Bürgermeister der Stadt Neuwied                                                                                      | 63    |       |
| 12. Dezember | Edgar Longuet                                    | französischer Arzt und Sozialist                                                                                     | 71    |       |
| 12. Dezember | Hans-Joachim Näther                              | deutscher Dissident und Widerstandskämpfer in der DDR                                                                | 21    |       |
| 12. Dezember | Alykul Osmonow                                   | kirgisischer Dichter, Dramaturg und Übersetzer                                                                       |       |       |
| 13. Dezember | Solanus Hermann                                  | deutscher Missionsbenediktiner                                                                                       | 41    |       |
| 13. Dezember | Julius Herner                                    | deutscher Solo-Cellist                                                                                               | 84    |       |
| 13. Dezember | Johannes Manitius                                | deutscher Offizier                                                                                                   | 61    |       |
| 13. Dezember | Friedrich Meyer-Rubritius                        | österreichischer (steirischer) Stillleben- und Landschaftsmaler                                                      | 60    |       |
| 13. Dezember | Abraham Wald                                     | rumänisch-US-amerikanischer Mathematiker                                                                             | 48    |       |
| 13. Dezember | Fritz Wohlgemuth                                 | deutscher Fußballspieler                                                                                             | 37    |       |
| 13. Dezember | Lonhyn Zehelskyj                                 | ukrainischer Politiker, Rechtsanwalt, Journalist, Diplomat und Verleger                                              | 75    |       |
| 14. Dezember | Heinrich Bövers                                  | deutscher Jurist und Politiker (DStP), MdL                                                                           | 64    |       |
| 14. Dezember | Johann Korninger                                 | österreichischer Politiker, Landtagsabgeordneter                                                                     | 67    |       |
| 14. Dezember | Igor Sawtschenko                                 | sowjetisch-ukrainischer Filmregisseur und Drehbuchautor                                                              | 44    |       |
| 14. Dezember | Jakob Viehauser                                  | österreichischer Politiker (SdP), Abgeordneter zum Nationalrat                                                       | 81    |       |
| 15. Dezember | Adolf Arnhold                                    | deutsch-brasilianischer Unternehmer                                                                                  | 66    |       |
| 15. Dezember | Ernst Boepple                                    | deutscher Nationalsozialist, Verleger, Staatssekretär im Generalgouvernement                                         | 63    |       |
| 15. Dezember | Reinhold Koeppel                                 | deutscher Maler | 63    |       |
| 15. Dezember | Robert Müller-Hartmann                           | deutscher Komponist, Musikschriftsteller und Musikpädagoge                                                           | 66    |       |
| 15. Dezember | Vallabhbhai Patel                                | indischer Politiker und Staatsmann                                                                                   | 75    |       |
| 15. Dezember | Ludwig Thumm                                     | deutscher Kriminalkommissar und Leiter des Sachgebiets „Schutzhaft“ der Staatspolizeileitstelle Stuttgart            | 57    |       |
| 16. Dezember | Kurt Robitschek                                  | österreichischer Kabarettist und Theater-Direktor                                                                    | 60    |       |
| 17. Dezember | Otto Altenburg                                   | deutscher Historiker und Gymnasialprofessor                                                                          | 77    |       |
| 17. Dezember | Gusti Hecht                                      | deutsche Architektin und Journalistin                                                                                |       |       |
| 17. Dezember | Fritz-Carl Peus                                  | deutscher Politiker, Oberbürgermeister der Stadt Münster                                                             | 79    |       |
| 17. Dezember | Caroline Racicot                                 | kanadische Musikpädagogin                                                                                            |       |       |
| 18. Dezember | Josef Fahringer                                  | österreichischer Zoologe, Entomologe                                                                                 | 73    |       |
| 18. Dezember | Marie Charles Jean Melchior, Marquis de Polignac | französischer Geschäftsmann                                                                                          | 70    |       |
| 19. Dezember | John Blake                                       | britischer Degenfechter und Politiker                                                                                | 76    |       |
| 19. Dezember | Werner Schur                                     | deutscher Althistoriker                                                                                              | 62    |       |
| 19. Dezember | Théodore Steeg                                   | französischer Politiker                                                                                              | 82    |       |
| 20. Dezember | Louis Icart                                      | französischer Maler, Graveur und Illustrator                                                                         | 62    |       |
| 20. Dezember | Enrico Mizzi                                     | maltesischer Premierminister                                                                                         | 65    |       |
| 21. Dezember | Hattie Caraway                                   | US-amerikanische Politikerin (Demokratische Partei)                                                                  | 72    |       |
| 21. Dezember | Edwin Foster Coddington                          | US-amerikanischer Astronom und Mathematiker                                                                          | 80    |       |
| 21. Dezember | Alois Grebien                                    | österreichischer Politiker (SPÖ), Abgeordneter zum Nationalrat                                                       | 71    |       |
| 21. Dezember | Paul Haviland                                    | amerikanischer Maler und Fotograf                                                                                    | 70    |       |
| 21. Dezember | Konrad Graf von Preysing                         | deutscher Bischof von Eichstätt und Berlin                                                                           | 70    |       |
| 21. Dezember | Berta Schulz                                     | deutsche Politikerin (SPD), MdR                                                                                      | 72    |       |
| 21. Dezember | Trilussa                                         | italienischer Dichter                                                                                                | 79    |       |
| 22. Dezember | Hugh Charles Boyle                               | US-amerikanischer Geistlicher, Bischof von Pittsburgh                                                                | 77    |       |
| 22. Dezember | Walter Damrosch                                  | US-amerikanischer Dirigent und Komponist                                                                             | 88    |       |
| 22. Dezember | Ernst von Forstner                               | deutscher General der Infanterie                                                                                     | 81    |       |
| 22. Dezember | Thomas Ray Hamer                                 | US-amerikanischer Politiker                                                                                          | 86    |       |
| 22. Dezember | Bernhoff Hansen                                  | norwegischer Ringer                                                                                                  | 73    |       |
| 22. Dezember | Albert Oeri                                      | Schweizer Historiker, Journalist, Publizist und Politiker                                                            | 75    |       |
| 22. Dezember | C. Frederick Pracht                              | US-amerikanischer Politiker                                                                                          | 70    |       |
| 22. Dezember | Julius Weismann                                  | deutscher Komponist                                                                                                  | 70    |       |
| 23. Dezember | Johannes Bentlage                                | Landrat des Kreises Hamm (1926–1933)                                                                                 | 62    |       |
| 23. Dezember | Christoph Bosse                                  | deutscher Regierungsbeamter und Abgeordneter                                                                         | 87    |       |
| 23. Dezember | Simon Groener                                    | deutscher Landrat des Kreises Warendorf                                                                              | 66    |       |
| 23. Dezember | Guido Gröger                                     | österreichischer Bauunternehmer und Baumeister                                                                       | 76    |       |
| 23. Dezember | Alfred Huhnhäuser                                | deutscher Pädagoge und Ministerialbeamter                                                                            | 65    |       |
| 23. Dezember | Francisco Lomuto                                 | argentinischer Bandleader, Tangopianist und -komponist                                                               | 52    |       |
| 23. Dezember | Sydney Sarel                                     | britischer Leichtathlet und Pfarrer                                                                                  | 78    |       |
| 23. Dezember | Vincenzo Tommasini                               | italienischer Komponist                                                                                              | 72    |       |
| 23. Dezember | Walton Walker                                    | Dreisterne-General der US-Army                                                                                       | 61    |       |
| 24. Dezember | Richard Ahlers                                   | deutscher Rechtsanwalt und Politiker (BDV, CDU), MdBB                                                                | 66    |       |
| 24. Dezember | Adolf Attenhofer                                 | Schweizer Schriftsteller und Indologe                                                                                | 71    |       |
| 24. Dezember | Lew Semjonowitsch Berg                           | sowjetischer Zoologe und Geograph                                                                                    | 74    |       |
| 24. Dezember | Gertrude Elliott                                 | US-amerikanische Theater- und Filmschauspielerin                                                                     | 76    |       |
| 25. Dezember | Camillo Vittorino Facchinetti                    | italienischer Ordensgeistlicher und römisch-katholischer Apostolischer Vikar von Tripolis                            | 67    |       |
| 24. Dezember | Conrad Langaard                                  | norwegischer Tennisspieler                                                                                           | 60    |       |
| 25. Dezember | Rudolf Schwander                                 | deutscher Politiker und Sozialreformer                                                                               | 82    |       |
| 25. Dezember | Leopold Stocker                                  | österreichischer rechtsgerichteter Verleger und Gründer des Leopold Stocker Verlages                                 | 64    |       |
| 25. Dezember | Xavier Villaurrutia                              | mexikanischer Schriftsteller                                                                                         | 47    |       |
| 26. Dezember | John W. Harreld                                  | US-amerikanischer Politiker                                                                                          | 78    |       |
| 26. Dezember | Liane de Pougy                                   | französische Tänzerin und Schriftstellerin                                                                           | 81    |       |
| 26. Dezember | James Stephens                                   | irischer Schriftsteller                                                                                              | 68    |       |
| 27. Dezember | Max Beckmann                                     | deutscher Maler, Grafiker, Bildhauer, Autor und Hochschullehrer                                                      | 66    |       |
| 27. Dezember | Max Kling                                        | deutscher Agrikulturchemiker                                                                                         | 76    |       |
| 27. Dezember | Billy McOwen                                     | englischer Fußballspieler                                                                                            |       |       |
| 28. Dezember | Max Bretschneider                                | deutscher Buchhändler und Verleger in Rom                                                                            | 78    |       |
| 28. Dezember | Harry Clifton Heaton                             | US-amerikanischer Romanist, Hispanist und Katalanist                                                                 | 65    |       |
| 28. Dezember | Georges Jacob                                    | französischer Organist, Improvisateur und Komponist                                                                  | 73    |       |
| 28. Dezember | Constantin Karadja                               | Diplomat, Jurist, Historiker, Bibliograph und Bibliophil                                                             | 61    |       |
| 28. Dezember | Sigismund Dominikowitsch Krschischanowski        | russischsprachiger sowjetischer Schriftsteller                                                                       | 63    |       |
| 28. Dezember | Viktor Rolff                                     | deutscher Unternehmer                                                                                                | 72    |       |
| 28. Dezember | Anton Weber                                      | österreichischer Politiker (SPÖ), Stadtrat in Wien, Abgeordneter zum Nationalrat                                     | 72    |       |
| 29. Dezember | Willi Hockenholz                                 | deutscher Politiker (SPD, SED), Mitglied des ZS der SED                                                              | 52    |       |
| 29. Dezember | Sumner Ely Wetmore Kittelle                      | US-amerikanischer Marineoffizier                                                                                     | 83    |       |
| 29. Dezember | Emil Mörsch                                      | deutscher Bauingenieur, Forscher und Hochschullehrer                                                                 | 78    |       |
| 29. Dezember | Bernhard Niehues                                 | deutscher Unternehmer                                                                                                | 82    |       |
| 29. Dezember | Amos H. Radcliffe                                | US-amerikanischer Politiker                                                                                          | 80    |       |
| 29. Dezember | Hermann Spies                                    | deutscher Komponist, Musikforscher und Priester                                                                      | 85    |       |
| 29. Dezember | Hans Reimer Steffen                              | deutscher Zeitungsredakteur und Autor von humoristischen Hamburger Dialekt-Geschichten                               | 53    |       |
| 29. Dezember | Reinhard Süring                                  | deutscher Meteorologe                                                                                                | 84    |       |
| 29. Dezember | Theodor Ziehen                                   | deutscher Neurologe, Psychiater, Psychologe und Philosoph                                                            | 88    |       |
| 30. Dezember | Billy Burch                                      | US-amerikanischer Eishockeyspieler                                                                                   | 50    |       |
| 30. Dezember | Conrad Christensen                               | norwegischer Turner                                                                                                  | 68    |       |
| 30. Dezember | Cleveland Dear                                   | US-amerikanischer Politiker                                                                                          | 62    |       |
| 30. Dezember | Georg Kiessel                                    | deutscher Jurist, Gestapo-Mitarbeiter und SS-Führer                                                                  | 43    |       |
| 30. Dezember | Friedrich Knollenberg                            | deutscher Politiker (CDU), MdL                                                                                       | 72    |       |
| 30. Dezember | Blanche Thornycroft                              | britische Schiffbauingenieurin                                                                                       | 77    |       |
| 30. Dezember | Albert Weill                                     | deutscher Chorleiter, Chasan und Komponist                                                                           | 83    |       |
| 31. Dezember | Paul Gottfried Christaller                       | deutscher Esperantist                                                                                                | 90    |       |
| 31. Dezember | Georg Ernst                                      | deutscher Verleger                                                                                                   | 70    |       |
| 31. Dezember | Charles Koechlin                                 | französischer Komponist                                                                                              | 83    |       |
| 31. Dezember | Mikami Yoshio                                    | japanischer Mathematikhistoriker                                                                                     | 75    |       |
| 31. Dezember | Karl Renner                                      | österreichischer Politiker (SPÖ), Landtagsabgeordneter, Bundeskanzler und Bundespräsident                            | 80    |       |
| 31. Dezember | Daniel F. Steck                                  | US-amerikanischer Politiker                                                                                          | 69    |       |
| 31. Dezember | Takano Sasaburō                                  | japanischer Kendoka                                                                                                  | 88    |       |
|              | Louis Cler                                       | französischer Fußballspieler                                                                                         |       |       |